# Distretto di Sandia
Il distretto di Sandia è uno dei dieci distretti  della provincia di Sandia, in Perù. Si trova nella regione di Puno e si estende su una superficie di 580,13 chilometri quadrati.

Ha per capitale la città di Sandia e contava 12.364 abitanti al censimento 2005.